# 이브 밀러

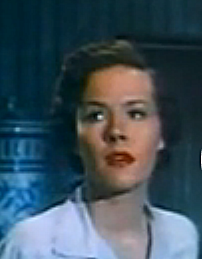

이브 밀러(Eve Miller, 1923년 8월 8일 ~ 1973년 8월 17일)는 미국의 배우, 텔레비전 배우, 영화배우이다.
로스앤젤레스에서 태어났으며 밴나이즈에서 사망하였다. 포리스트 론 메모리얼 파크에 매장되었다.

## 영화
- 아티스트 & 모델 (1955년)
- 쇼처럼 즐거운 인생은 없다 (1954년)
- 위닝 팀 (1952년)
- 에이프릴 인 파리스 (1952년)
- 빅 트리 (1952년)
- 두려움 없이 (1949년)
- 비욘드 더 프레스트 (1949년)
- 아이 원더 후즈 키싱 허 나우 (1947년)
- 다이아몬드 호슈즈 (1945년)